# 1331
| 1331               |
| ------------------ |
| Dødsfald - Fødsler |
|                    |

| Gregoriansk kalender | 1331 MCCCXXXI           |
| Ab urbe condita      | 2084                    |
| Armensk kalender     | 780 ԹՎ ՉՁ               |
| Kinesiske kalender   | 4027 – 4028 庚午 – 辛未 |
| Etiopisk kalender    | 1323 – 1324             |
| Jødisk kalender      | 5091 – 5092             |
| Hindukalendere       |                         |
| - Vikram Samvat      | 1386 – 1387             |
| - Shaka Samvat       | 1253 – 1254             |
| - Kali Yuga          | 4432 – 4433             |
| Iransk kalender      | 709 – 710               |
| Islamisk kalender    | 731 – 732               |

Konge i Danmark: Christoffer 2. 1329-1332